# Ibotirama
 Ibotirama est une municipalité brésilienne de l'État de Bahia et la microrégion de Barra.